# 蓬蒂-迪索爾
蓬蒂-迪索爾（葡萄牙語：Ponte de Sor）是葡萄牙的一座城市。面積839.7平方公里，有人口17,593人。市假日是復活節后的禮拜一。全市的主要產業是農業。

## 外部連結
- Town Hall official website （页面存档备份，存于）